# Distretto di Jaén
Il distretto di Jaén è uno dei dodici distretti  della provincia di Jaén, in Perù. Si trova nella regione di Cajamarca e si estende su una superficie di 537,25 chilometri quadrati.

Ha per capitale la città di Jaén e contava 79.883 abitanti al censimento 2005.